# Мариц, Геррит
Герхардус (Геррит, Герт) Мартинус Мариц (африк. Gerhardus (Gerrit, Gert) Marthinus Maritz; март 1797, Суурвельд, близ Грааф-Рейнет — 23 сентября 1838, Суилаер) — один из предводителей фуртреккеров в период Великого трека.

## Биография
Геррит Мариц родился в Суурвельде (Suurveld), в округе Грааф-Рейнет. Когда Герриту было 7 лет, семейную ферму Марицей разграбили и сожгли кафры из племени коса.
В юности Геррит Мариц был кузнецом, затем стал изготавливать фуры (кибитки), на чём заработал немалые деньги, так как на них был большой спрос из-за стихийного переселения буров на земли к востоку от Капской колонии. Сам Геррит Мариц негативно воспринял английскую оккупацию и аннексию Голландской Южной Африки, но о его участии в раннем бурском сопротивлении ничего неизвестно. 14 мая 1820 года Геррит женился на Огените-Марии Оливье (Augenitha Maria Olivier), бурской девушке гугенотского происхождения.
После того как в 1833 году, в Британской империи упразднили рабовладельческий строй , Геррит Мариц потерял около 1000 фунтов. Кроме того, его брат был ранен в одной из Кафрских войн (1834—1835). В связи с этим, Геррит возглавил очередную группу буров-фуртреккеров, которая в сентябре 1836 года покинула Капскую колонию, в поисках незанятых земель.
Мзиликази — вождь племени матабеле, был возмущён посягательством белых на свою сферу влияния и совершил в октябре 1836 года набег на лагерь фуртреккеров Потгитера (близ современного города Хейлброна). Атака была отбита, но воинам матабеле удалось угнать большую часть волов, без которых фуры переселенцев не могли перемещаться. На помощь Потгитеру пришли группы фуртреккеров, которые возглавляли Пит Ретиф и Геррит Мариц. Баролонгский вождь Морока также снабдил его волами. Близ Таба-Нчу объединились три группы буров, образовав правительство фуртреккеров, которые решили двигаться в сторону Натальской республики. Потгитер не одобрил этого плана и благоразумно решил остаться.
В 1838 году, после того, как Пит Ретиф и его группа были перебиты зулусским королём Дингане, а прочие группы фуртреккеров понесли суровые потери близ рек Блоукранс и Бушман, Потгитер сформировал вооружённый отряд-«коммандо» (Kommando) вместе с другим руководителем переселенцев — Питером Уйсом. Для предотвращения раскола и разногласий Мариц объявил, что отрядом будут командовать они оба совместно; это, однако, не уберегло отряд от борьбы за власть между Потгитером и Ойсом.
Зулусы заманили отряды буров, которые так и не стали объединённой силой, в засаду близ Италени, где погибли Уйс и его 15-летний сын Дирки. Прочие буры, чьи силы были намного меньше, чем у зулусов, — бежали с поля боя. Потгитер подвергся критике за свои действия, а его «коммандо» получил презрительное прозвище «коммандо беглецов» (африк. Die Vlugkommado). Позднее, когда Потгитера несправедливо обвинили в том, что он намеренно завёл Уйса в ловушку, он покинул Наталь и переселился в Трансвааль.
Мариц был одним из авторов «Конституции», составленной фуртреккетрами 2 декабря 1836 года в Таба-Нчу, где он был избран председателем Совета граждан. Соперничал за власть с предводителем другой группы, Хендриком Потгитером, в то же время стремился к объединению соперничавших бурских группировок в единую общину. Благодаря поддержке другого лидера, Пита Ретифа, ему удалось добиться пересмотра конституции декабря 1836 года, в результате чего он занял пост руководителя Политического совета. Через несколько месяцев столкнулся с оппозицией, которая критиковала его за авторитарный стиль. Продолжил миграцию в сторону Наталя. После того как Ретифа убили зулусы (6 или 8 февраля 1838), Мариц стал важнейшим, наряду с Потгитером, предводителем фуртреккеров.
Умер 23 сентября 1838 года. В честь него и Ретифа назван город Питермарицбург.